# Caiobá

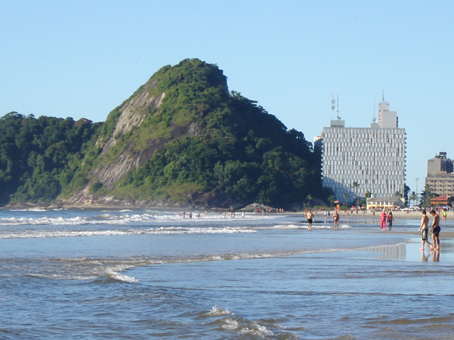
La spiaggia di Caiobá

Caiobá è una località turistica del comune di Matinhos, sulla costa dello Stato di Paraná, in Brasile. Si trova a circa 110 km dalla capitale dello Stato, Curitiba.
La popolazione residente è di 15.174 abitanti ma durante l'estate attrae molte migliaia di turisti. È dotata di una spiaggia pulita e ben curata e di molte moderne attrezzature alberghiere.
La zona venne colonizzata dopo l'arrivo del francese Saint'Hilaire nel 1820. Nel 1927 fu inaugurata la Estrada do Mar, una grande arteria che collega le città di Paranaguá e Praia de Leste. Questo portò nella zona molte famiglie tedesche, tra le quali quella di Augusto Blitzkow, che diede avvio all'urbanizzazione di Caiobá.